# Lysice
Lysice (in tedesco Lissitz) è un comune mercato della Repubblica Ceca facente parte del distretto di Blansko, in Moravia Meridionale.

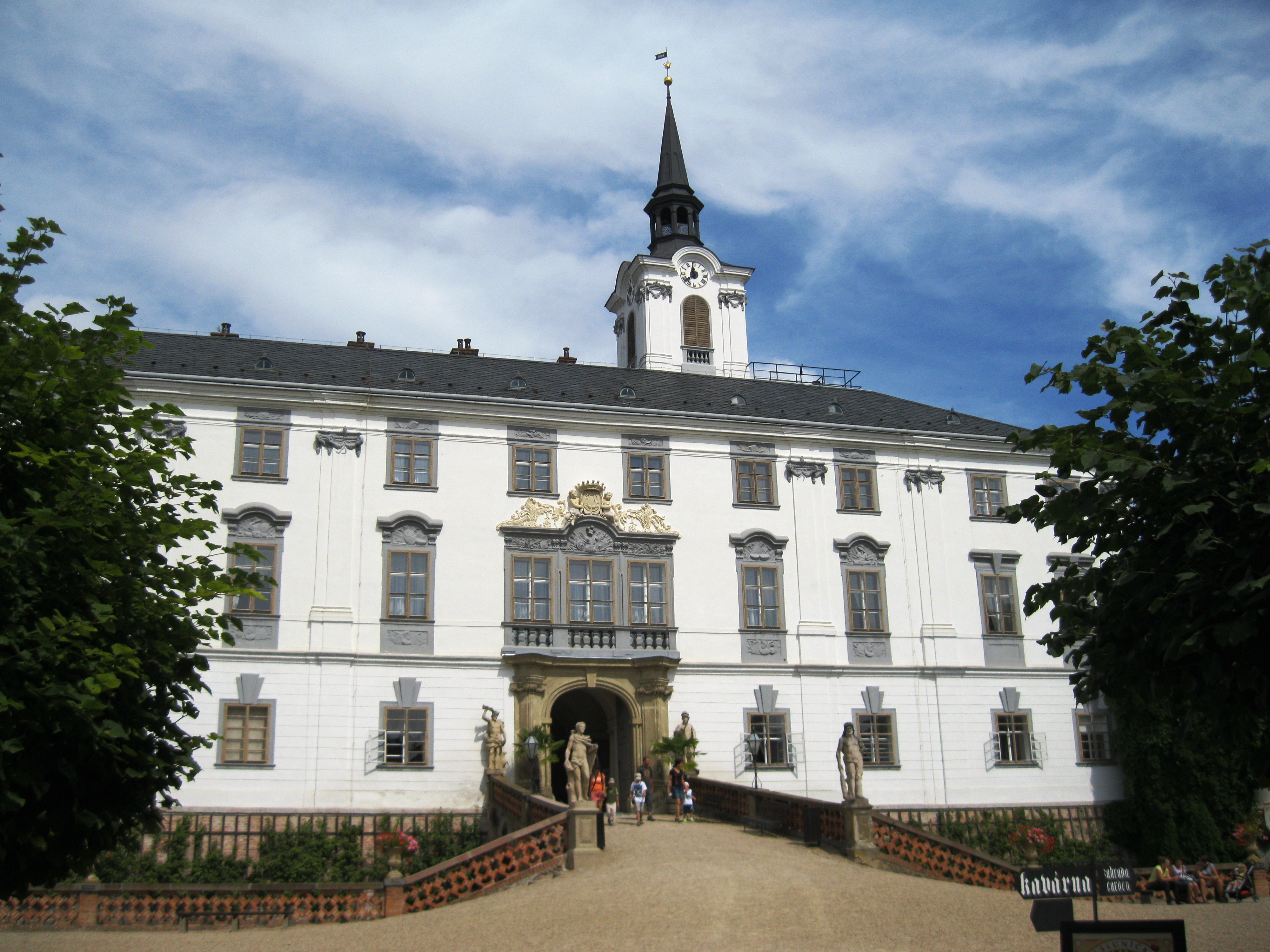
Ingresso al castello

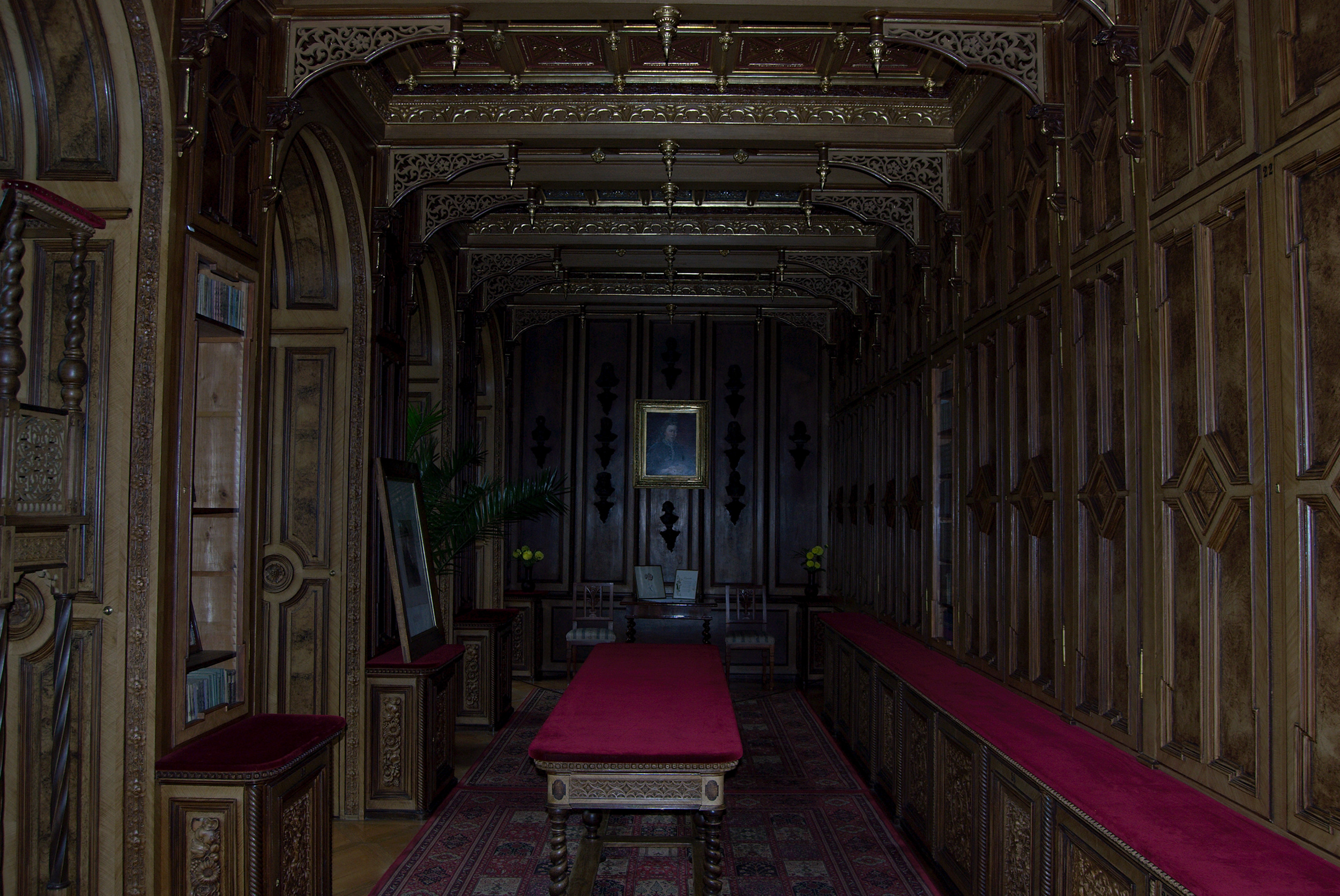
Biblioteca di Marie von Ebner-Eschenbach

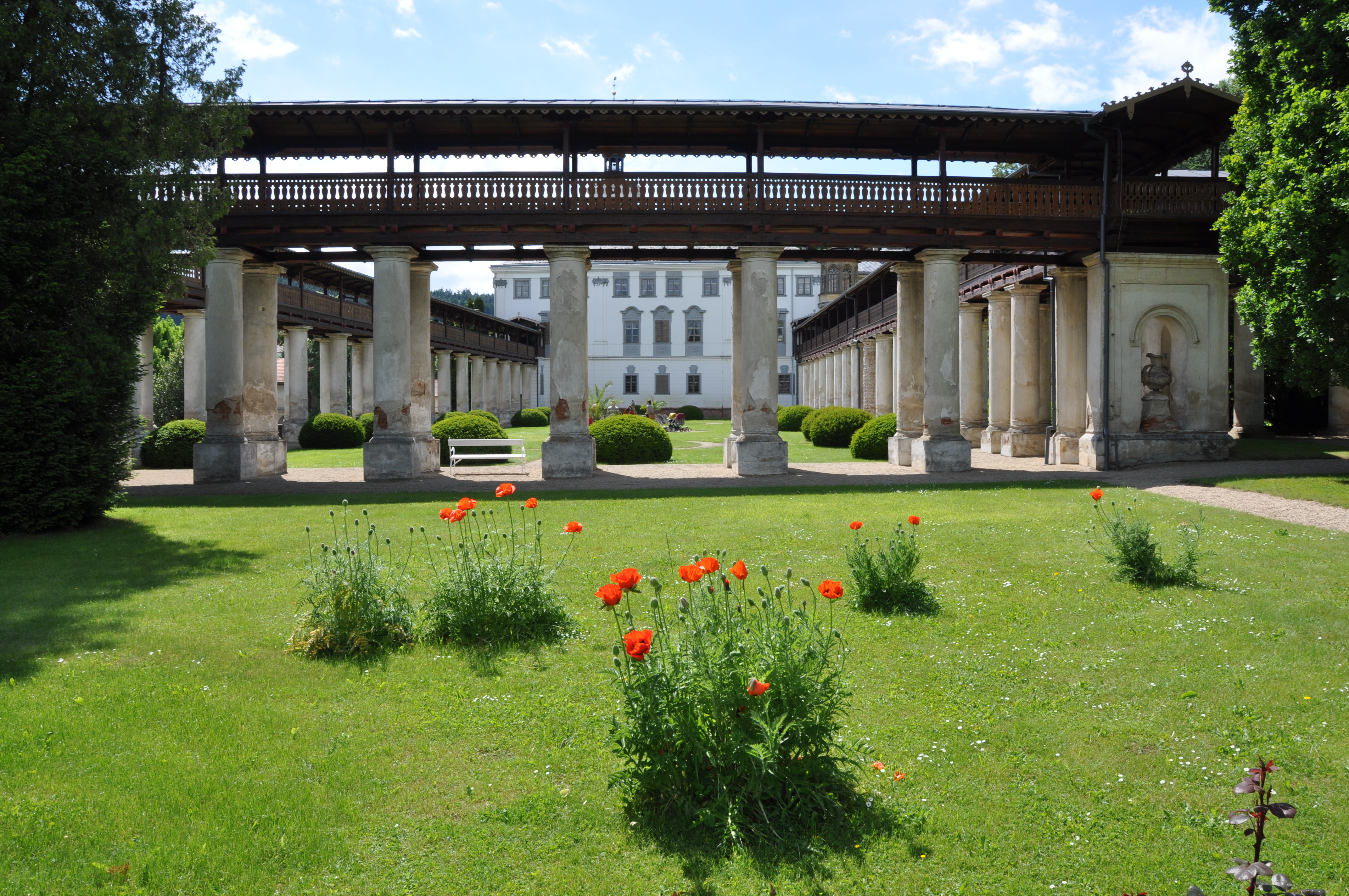
Il quadriportico colonnato verso i giardini

## Castello
Il castello di Lysice venne fondato già nel Medioevo come rocca gotica.  Venne poi rimaneggiato in forme barocche, e infine completamente trasformato secondo lo stile impero all'inizio del XIX secolo dalla famiglia Dubškí z Třebomyslic.
Gli interni conservano ancora le collezioni di oggetti d'arte della famiglia Dubškí e la biblioteca della scrittrice austriaca Marie von Ebner-Eschenbach.
Di particolare pregio sono i giardini e il parco.  Un caratteristico colonnato racchiude il giardino rettangolare e sorregge una passeggiata coperta.